# Falsiformica cretacea
Famille
Genre
Espèce
Falsiformica cretacea est une espèce éteinte d'hyménoptères appartenant à la super-famille Vespoidea.
Elle est le seul membre du genre Falsiformica. Selon Fossilworks, les genres Falsiformica et Taimyrisphex seraient les deux seuls genres rattachés à la famille des Falsiformicidae. 

## Distribution géographique
Les spécimens ont été trouvés par Rasnitsyn dans de l'ambre de Taïmyr, découverte dans la péninsule de Taïmyr, en Russie, au nord de la Sibérie centrale.

## Datation
Ils sont datés de la base du Crétacé supérieur, de l'étage du  Cénomanien, datant d'il y a environ 95 Ma (millions d'années).